# Sagra's anolis
Sagra's anolis (Anolis sagrei) is een hagedis uit de familie anolissen (Dactyloidae). 

## Naam en indeling
De wetenschappelijke naam van de soort werd voor het eerst voorgesteld door André Marie Constant Duméril en Gabriel Bibron in 1837. Oorspronkelijk werd de naam Anolis Sagrei gebruikt. Vroeger behoorde deze soort enige tijd tot het geslacht Norops, maar dit is weer teruggedraaid. De soort wordt ook wel bruine anolis genoemd, naar de Engelse naam.

### Ondersoorten
Er worden tegenwoordig twee ondersoorten erkend. Vroeger waren er meer ondersoorten, zoals Anolis sagrei ordinatus en Anolis sagrei greyi, maar deze worden niet meer erkend. De ondersoorten zijn onderstaand weergegeven met de auteur en het verspreidingsgebied.
| Naam                   | Auteur                 | Verspreidingsgebied                 |
| ---------------------- | ---------------------- | ----------------------------------- |
| Anolis sagrei mayensis | Smith & Burger, 1949   | Belize, Mexico                      |
| Anolis sagrei sagrei   | Duméril & Bibron, 1837 | De rest van het verspreidingsgebied |

## Uiterlijke kenmerken
Mannetjes worden tot 18 centimeter lang inclusief staart, vrouwtjes blijven kleiner tot 13 cm. Sagra's anolis heeft een slank lichaam, lange staart en tenen en duidelijk zichtbare hechtlamellen onder de tenen waarmee de anolis over allerlei oppervlakken kan lopen. De kop is relatief kort en stomp en heeft een naar roodbruin neigende kleur. De kleur van deze soort is meestal bruin, met een fijn, donker landkaart- of strepenpatroon, een lichtbruine rug en enkele lichtere tot witte flankstrepen of vlekkenrijen. De keelzak van de mannetjes is rood met een gele rand, en deze wordt vooral gebruikt om soortgenoten mee te verjagen, want Sagra's anolis is zeer territoriaal.

## Levenswijze
Het voedsel bestaat uit allerlei geleedpotigen, met name insecten die ze al rennend achtervolgen. De anolis is eierleggend, de eieren komen na ongeveer een maand tot anderhalve maand uit. Sagra's anolis is een van de populairste hagedissen bij terrariumliefhebbers.

## Verspreiding en habitat
Oorspronkelijk kwam de soort alleen voor in Cuba en de Bahama's, maar is tegenwoordig ook te vinden in Belize, Brazilië, Costa Rica, Cuba, Ecuador, Grenada, Guatemala, Honduras, Jamaica, Mexico, Panama, Singapore, Taiwan en de Verenigde Staten (Californië, Florida, Georgia, Hawaï, Louisiana, Texas) en enkele kleinere Caribische eilanden.
Vermoedelijk heeft de mens daar een grote rol bij gespeeld. De verspreiding in Panama werd pas in 2019 vastgesteld. Met name in Florida is deze soort ongewenst, omdat de anolis de daar inheemse roodkeelanolis (Anolis carolinensis) verdringt. Sagra's anolis leeft met name in struiken en klimt niet zo hoog als de meeste anolissen, maar blijft meestal onder de twee meter en is regelmatig op de bodem te vinden. Deze soort leeft in bossen, heidevelden en savannen, maar komt ook wel in tuinen en plantenkwekerijen voor.